# Diamant Prüflabor
Die Diamant Prüflabor GmbH ist das erste und einzige Labor in Deutschland, dem durch die Akkreditierung nach einer ISO-Norm die Kompetenz für die Qualitätsprüfung geschliffener Diamanten offiziell bestätigt wurde.

## Unternehmen
Das Labor sitzt in der Schmuck- und Edelsteinstadt Idar-Oberstein. Es bestimmt die Qualität von Diamanten nach anerkannten Standards (Graduierung). Dafür hat es eine Akkreditierung der Deutschen Akkreditierungsstelle in Berlin (DAkkS). Diese bescheinigt, dass es geschliffene, ungefasste natürliche Diamanten ab 0,23 ct nach internationaler Norm DIN EN ISO/IEC 17025:2005 prüft. Das Labor arbeitet nach den Regeln des „International Diamont Councils (IDC)“, einem Zusammenschluss der Weltverbände der Diamantenbörsen und Diamantschleifereien. In Deutschland ist es die einzige Institution dieser Art.
Die Diagnose verschiedener Behandlungsarten zur Veränderung von Reinheits- oder Farbgrad gehören ebenso zu den Leistungen des Labors, wie die sichere Identifizierung von Imitationen oder von synthetischen Diamanten. Am Diamantenhandel ist das Labor nicht beteiligt, auch nimmt es keine Wertbestimmungen vor. Die von der DAkkS vorgenommene Akkreditierung gilt in 16 europäischen Ländern, den USA, Australien, sowie einigen asiatischen Ländern.
Im Rahmen seiner Arbeit stellt das Labor Zertifikate aus. Diese beinhalten, die Bestätigung, dass es sich um einen natürlichen Diamanten handelt, eine Referenznummer, das Gewicht, Schliffform und Maße, Reinheitsgrad, Farbe und Fluoreszenzgrad, Schliff, Proportionen, Symmetrie und Politur, Bemerkungen und Identitätsmerkmale, wenn vorhanden, Diagramm, Ort der Ausstellung, Datum der Ausstellung sowie ein Bezug zum IDC.

## Geschichte
1977 wurde die Diamant Prüflabor GmbH Idar-Oberstein von Georg Berg, Helmut Fuchs, Manfred Giloy, Dieter Hahn, Hans Hahn, Walter Hamscher, Hans-Dieter Krieger, Gustav Manz, Karl-Heinz Meng und Hermann Mülle gegründet, sie alle waren Diamentenhändler. Ziel war es die Regeln zur Graduierung von Diamanten in Deutschland zu etablieren. 2002 erfolgte die Akkreditierung durch die DAkkS. Damit stellt das DPL die weltweit einzige Einrichtung dar, die auch eine Garantie und damit eine Haftung für ihre Prüfergebnisse abgibt.